# Dommeldange
Dommeldange (lb. Dummeldeng, niem. Dommeldingen) – dzielnica miasta Luksemburg, w Luksemburgu, w kantonie Luksemburg. Do 3 października 2015 dzielnica leżała w dystrykcie Luksemburg. Leży w północnej części miasta. Jest jedną z 24 dzielnic – jednostek pomocniczych miasta Luksemburg. 31 grudnia 2022 r. populacja dzielnicy wynosiła 4927 mieszkańców. 

## Transport
W dzielnicy znajduje się stacja kolejowa Dommeldange.